# Ктенас, Евстафий
Евстафий Ктенас (греч. Ευστάθιος Κτενάς, более известен как Статис Ктенас, греч. Στάθης Κτενάς; 1898, Кариа, Лефкас — 30 июня 1980, Лефкас) — греческий священник и коммунист.
Деятель Сопротивления на острове Лефкас в годы Второй мировой войны и компартии Греции в послевоенные годы.

## Молодые годы
Родился в 1898 году в крестьянской семье горного села Кариа на острове Лефкада.
Окончил школу в 1911 году. Во время Национального раскола в Первую мировую войну, в 1917 году примкнул к Национальной обороне Элефтериоса Венизелоса:362.
Выросший в православной среде, был рукоположен в священники в 1927 году и стал приходским священником в своём родном селе.
Вступил в руководство кооператива виноделов острова и «Фонда защиты виноделов Левкады» «ΤΑΟΛ» (Ταμείο Αμύνης Οινοπαραγωγών Λευκάδας)

## События 1935 года

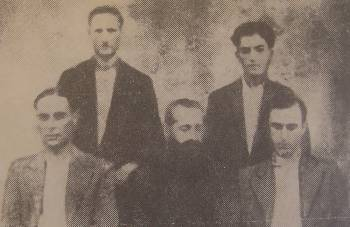
Ефстафий Ктенас среди других арестованных за организацию демонстрации винопроизводителей в 1935 году.

В 1935 году урожай винограда на острове был хорошим, но винные торговцы сознательно задерживали его скупку, и, зная о нуждах беднейших слоёв крестья, пытались сбить цены. В октябре крестьяне острова организовали массовую манифестацию протеста в столице острова. Под чёрными флагами в манифестации приняли участие около 6 тысяч человек.
Манифестация была мирной, но манифестанты, учитывая расстрел месяцем назад аналогичного выступления производителей изюма в Пилосе, несли с собой всевозможное оружие (старые винтовки и маузеры, двустволки и ножи). Был занят телеграф. Жандармы были разоружены.
На второй день манифестации из города Превеза в Лефкаду прибыли 2 роты солдат, под командованием уроженца Лефкады, полковника Лавраноса. Лавранос первоначально проявил «добрые намерения» ведя переговоры с земляками.
Но затем, неожиданно, дал приказ открыть огонь. Один из новобранцев отказался стрелять и сам получил выстрел жандарма в лицо. (Новобранец умер несколькими днями позже).
Н. Карфакис, секретарь местной организации компартии в Кариа бросился нейтрализовать пулемёт и был застрелен. Погибли ещё два демонстранта . Число раненных осталось неизвестным.
Власти начали поиски «инициаторов» манифестации. Поп Статис Ктенас был среди 5 арестованных . По словам самого Ктенаса «мои меня предавали, но эти дьяволы, коммунисты, — честные последовательные борцы».
Статис был заключён в тюрьму «за его участие в организации манифестации вместе с коммунистами».
В сёлах виноделов развернулась широкая кампания солидарности с заключёнными, что вынудило правительство, наряду с аналогичными событиями в том же году в Каламате, Гераклионе и других городах предоставить арестованным амнистию.

## Сопротивление
После итальянского вторжения в октябре 1940 года, Ефстафий добровольцем вступил в армию и, в качестве военного священника, принял участие в наступлении греческой армии в Албании:363.
С началом тройной, германо-итало-болгарской, оккупации Греции, Ефстафий принял участие в создании первых стихийных организаций Сопротивления на своём острове.
Последовало создание Национально-освободительного фронта Греции (ЭАМ), в который Ефстафий вступил без колебаний.
В своих мемуарах Евстафий пишет, что «душой» национально-освободительной борьбы была компартия.
В силу маленьких размеров острова, ЭАМ, кроме подпольных организаций, создал на Лефкаде лишь резервное соединение Народно-освободительной армии Греции (ЭЛАС).
Разгром итальянцами подпольных организаций ЭАМ на юге острова, позволил силам правой Народной республиканской греческой лиги (ЭДЕС) заполнить вакуум.
На тот момент Ефстафий был сторонником мирного решения вопросов сосуществования ЭАМ и ЭДЕС на острове.
10 апреля 1944 года на освобождённой силами ЭЛАС территории в Эвритании, в Корисхадес, было объявлено о создании «правительства гор», ΠΕΕΑ.
Период с 23 на 30 апреля был объявлен периодом выборов на местах «национальных советников» что соответствовало депутатам парламента, которые бы в свою очередь избрали «правительство гор».
29 апреля, на съезде в Кариа, Евстафий был избран национальным советником от Лефкады и отправился в Корисхадес.
Здесь Евстафий познакомился и стал дружен с видными церковными деятелями Сопротивления, епископом Элиды Антонием и митрополитом Козани Иоакимом.
Примечательны выступления Ефстафия на заседаниях Национального совета, где он призывал ПЕЕА внимательно относиться к «сатанинским планам союзников» и эмигрантского правительства Национального единства, которое, по его выражению. должно было именоваться «правительством национального раздора»:364.
Евстафий был избран членом Всегреческого совета клира:721.
В качестве национального советника, Ефстафий был отправлен в горы Этолии и Акарнании для вовлечения клира в Сопротивление. После освобождения Лефкады силами ЭЛАС, Евстафий вернулся на свой остров.
После британской интервенции декабря 1944 года и подписания в январе 1945 года Варкизского соглашения, Евстафий передал 22 марта 1945 года свой офис представителям временного правительства.
Ктенас подверг критике как Варкизское соглашение, так и предшествующее ему Ливанское и Казертские соглашения, считая что они вели силы ЭАМ к разоружению и конечному поражению.

## Послевоенные годы
Варкизское соглашение не привело страну к примирению. В июне 1945 года Евстафий был взят в плен бандами монархистов и подвергнут пыткам.
В октябре того же года он был арестован официальными властями, предстал перед судом в городе Патры и был осуждён на 14 лет лишения свободы.
Евстафий пробыл в тюрьмах 12 из 14 присуждённых ему лет — лишения подорвали его здоровье и в силу своего возраста и состояния здоровья он был освобождён досрочно.
Находясь в тюрьме, в 1950 году вступил в Коммунистическую партию.
Ктенас изъявил желание стать коммунистом ещё во время войны, на заседании Национального совета ΠΕΕΑ в 1944 года, однако руководство партии сочло тогда, что подобный шаг мог повредить широкому вовлечению клира в Сопротивление.
За два года до его освобождения, Митрополия Лефкады приняла решение о лишении Евстафия сана, и его исключении из митрополии.

## Мирянин и партийный деятель
После своего освобождения в 1957 году, Евстафий вступил в Единую демократическую левую партию (ЭДА), которая на тот момент представляла легальную форму деятельности подпольной компартии Греции.
Пришедшая к власти в 1967 году военная хунта не обошла Ефстафия вниманием.
Всего через неделю после прихода «чёрных полковников» к власти, 28 апреля 1967 года, Евстафий был арестован и отправлен в концлагерь на острове Ярос, а затем в Лакки на острове Лерос.
Между тем, в феврале 1968 года в Бухаресте состоялся 12-й пленум компартии, на котором произошёл раскол партии и выход из неё еврокоммунистического крыла, так называемой «внутренней компартии Греции». 
Евстафий, находясь в заключении на Леросе, остался на стороне промосковского крыла партии и поддержал решения её 12-го пленума.
В конце октября 1968 года он был освобождён с группой стариков и вернулся на свой остров.
Не теряя времени и с угрозой собственной жизни, с группой ещё 6 товарищей он воссоздал местную подпольную организацию компартии.
После падения хунты в 1974 году, компартия не стала дожидаться своей легализации. Своей антидиктаторской борьбой она была легализована в сознании греческого народа и, открыв свои легальные комитеты в Афинах вынудила правительство К. Караманлисаа официально признать легальность её деятельности.
Евстафий был избран в региональное партийное руководство Лефкады.
На 10-м съезде компартии, 15-20 мая 1978 года, в Афинах — первом съезде в легальных условиях после 1945 года — Евстафий принял участие в начальном заседании в почётном президиуме.
Евстафий Ктенас умер в 1980 году на своём родном острове.
Евстафий оставил после себя мемуары